# Markus Schopp
Markus Schopp, född 22 februari 1974 i Graz, Österrike, är en före detta fotbollsspelare.
Markus Schopp spelade som mittfältare i hemstadens lag SK Sturm Graz där han gjorde två sejourer. Han har också spelat för Red Bull Salzburg i den inhemska ligan samt för Brescia i Serie A. Dessutom har han även spelat för Hamburger SV i Bundesliga. Han spelade 56 A-landskamper för Österrike och deltog i VM 1998 i Frankrike. Han avslutade den aktiva karriären i december 2007 med anledning av skadebekymmer.